# Malá opereta
Malá opereta bylo divadlo s operetním repertoárem, které působilo v pražské Římské ulici 45 (v sále dnešního Divadla U Hasičů) v letech 1930–1936.

## Historie
Ve 30. letech 20. století bylo v Praze několik divadel, které provozovaly operetní představení. Jednalo se např. o Vinohradskou zpěvohru, smíchovskou Arénu a holešovickou Uranii. V roce 1929 k nim přibyla Velká opereta. I v této situaci v roce 1930 se pokusil tenorista Miroslav Bukovský o založení další operetní scény, která však vytrvala pouze šest let.

### Do vzniku Malé operety
Divadelní sál vznikl v podzemí spolkového Hasičského domu, který postavila Česká zemská hasičská jednota v Praze v letech 1927–1929. Hlavními architekty byli Tomáš Pražák (1890–1947) a Pavel Moravec (1891–1971), stavbu provedla firma Aloise Krofty (1888–1958). Stavba byla kolaudována 24. 6. 1929.
V sále nejprve působilo Varieté bio.

### Zahájení činnosti
Prvním ředitelem Velké operety se stal tenorista Mirko Bukovský (1893–1976). Nově vzniklé divadlo si kladlo za cíl uvádět přednostně díla tuzemských autorů.
Provoz Malé operety byl zahájen v sobotu 27. září 1930 premiérou operety Léto prchlo v dál maďarského skladatele Lajose Lajtaje. Vznik divadla byl přijat kritikou v zásadě vlídně, i když k první premiéře vyslovovali kritici výhrady. Nové divadlo se však mělo potýkat s intrikami konkurenčních vinohradských divadel (Vinohradská zpěvohra a Městské divadlo na Královských Vinohradech), které způsobily, že divadelní koncese nebyla Mirko Bukovskému k datu zahájení udělena a soubor odehrál několik představení svépomocí. Podle zprávy z tisku mělo divadlo ještě pět minut před zahájením představení administrativní problémy (údajně pro chybějící železnou oponu, i když divadlo bylo vybaveno moderním protipožárním zařízením).
Pravidelná každodenní představení zahájila Malá opereta až 25. prosince 1930, reprízováním operety Léto prchlo v dál.

### Zánik Malé operety
Miroslav Bukovský ukončil svou činnost v Malé operetě v květnu 1935. Po něm převzal divadlo herec Vojtěch (Vojta) Merten (1895–1945, vl. jm. Vojtěch Bartůšek). Ten uvedl operety Vlastislava Antonína Viplera Jen ty a já, Eduarda Ingriše Holubník a Píseň lásky od E. Kašpara, J. Chlumeckého a F. Mrázka. Poslední představení Malé operety se konalo 31. března 1936.

### Po zániku Malé operety
Po zániku Malé operety hrálo v sále Kino Tatra. Od října 1945 do roku 1995 zde vystupovalo Divadlo Spejbla a Hurvínka, nyní Divadlo U hasičů.

## Osobnosti Malé operety

### Přední herci a zpěváci
Hlavním představitelem byl v sezóně 1932/33 brněnský tenorista Valentin Šindler (1885–1957), který vystupoval v rozhlasem zpopularizované roli Stréčka Křópala z Břochovan.
Dalšími představiteli, kteří v Malé operetě vystupovali, byli např.: Truda Grosslichtová, Ilona Hodačová (1905–??), Helena Monczáková (1882–1958), Valja Petrová (1900–1976), Ella Šárková (1906–1991), Vladimír Klemens (1905–1982), Josef Kubík (1877–1949), František (Fanda) Mrázek (1903–1970), Vojta Merten (1895–1945), Jindřich Láznička (1901–1970).

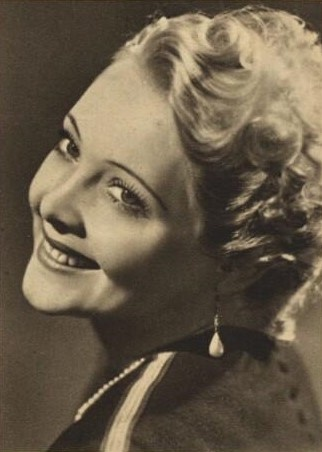
Truda Grosslichtová, 1938
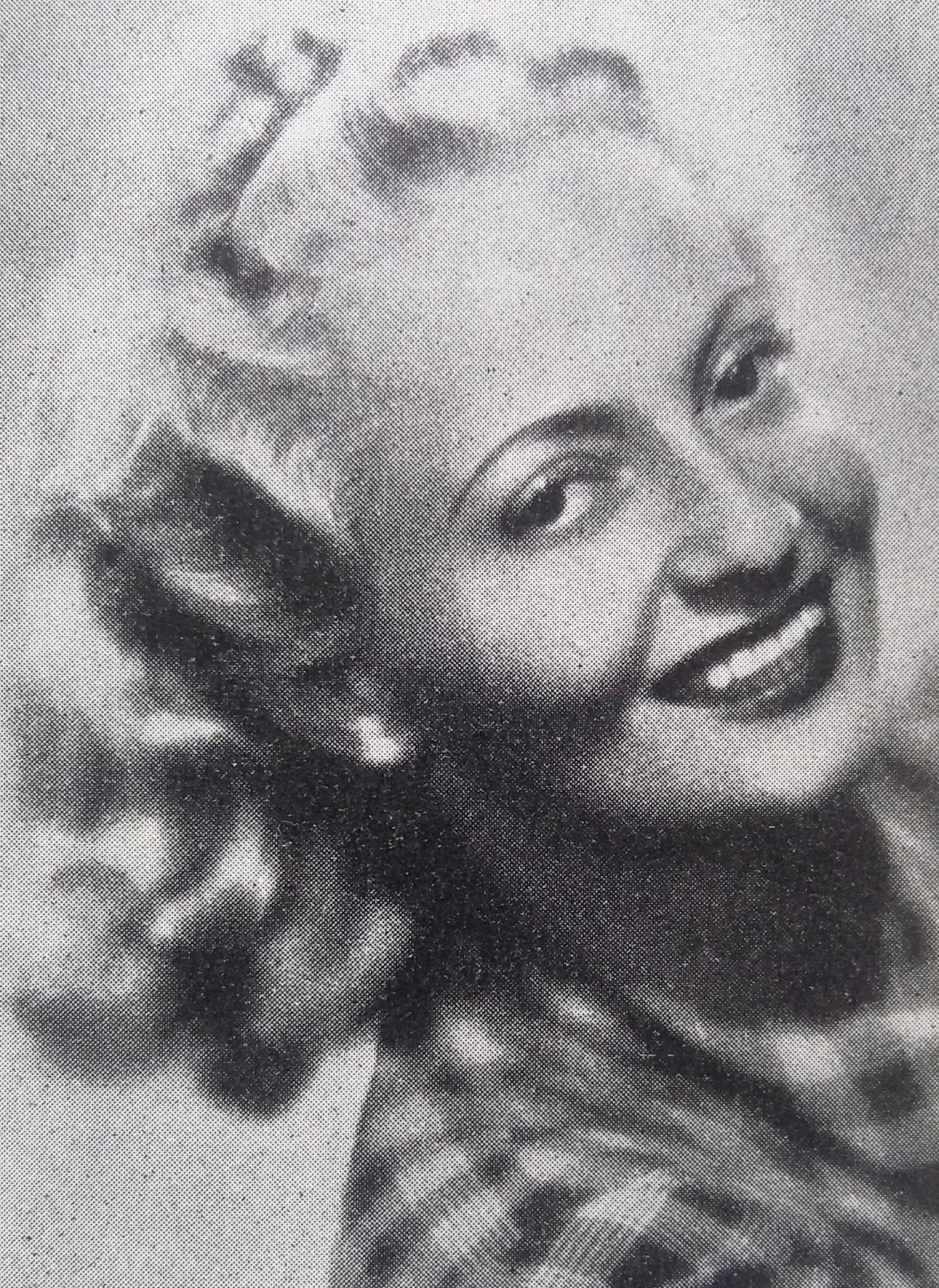
Ella Šárková, před 1941
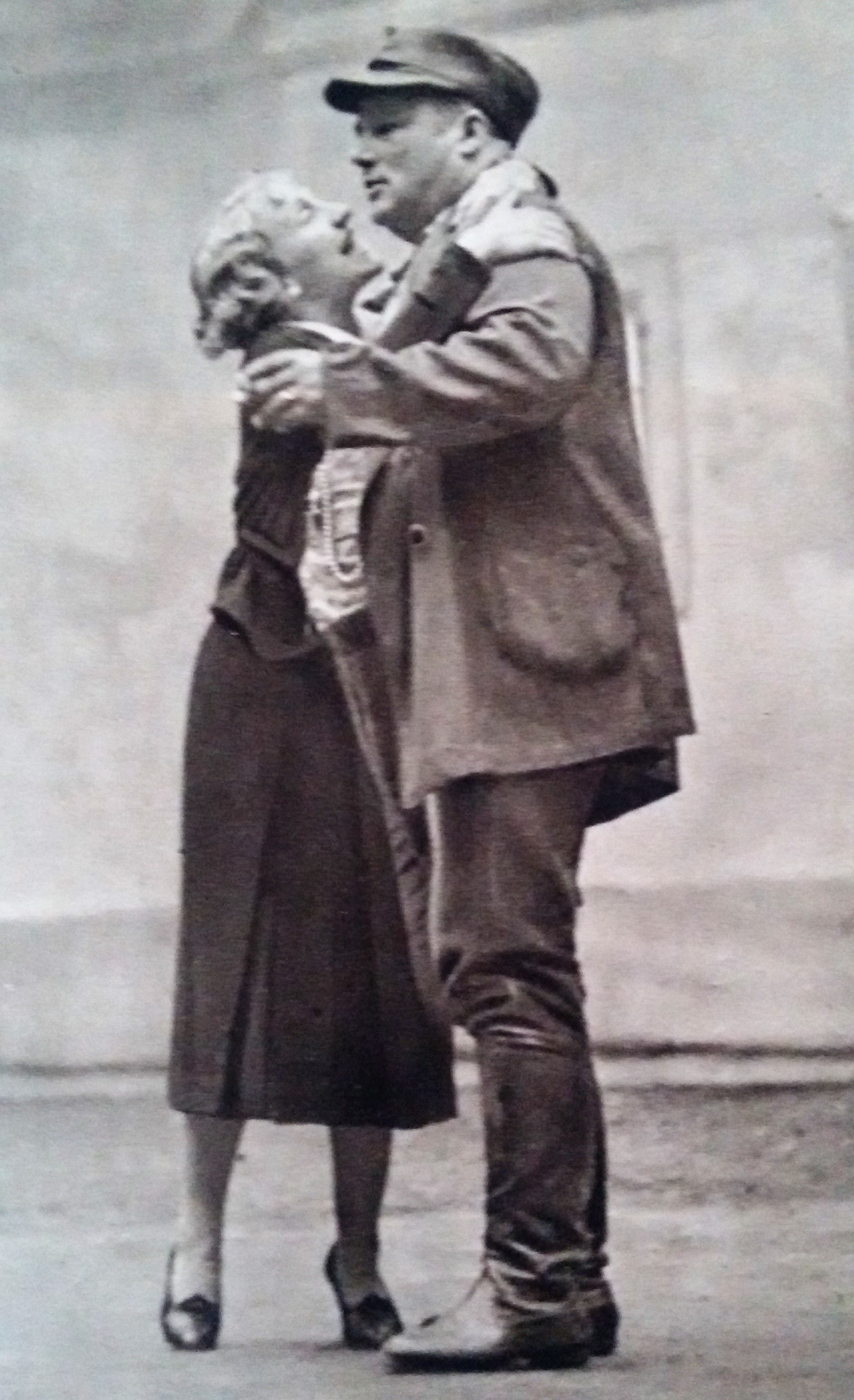
Valja Petrová a Valentin Šindler (stréček Křópal), 1932

### Další osobnosti
Režiséry Malé operety byli R. Kautský, J. L. Novák, A. Přerovský a Jaroslav Sadílek (1906–1943, popraven za okupace).
Dirigenty byli mj. Eduard Ingriš (1905–1991) a Ladislav Macák.

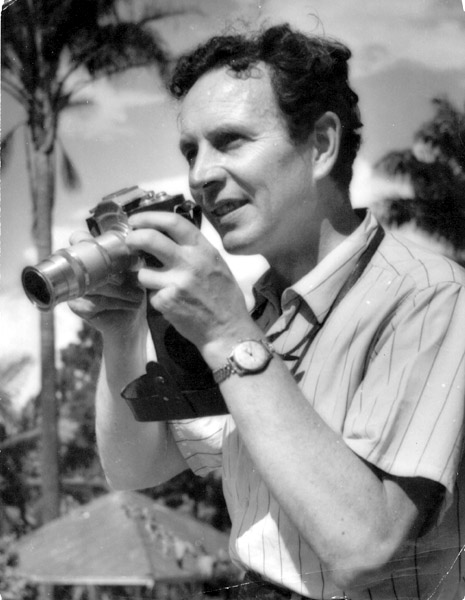
Dirigent Eduard Ingriš
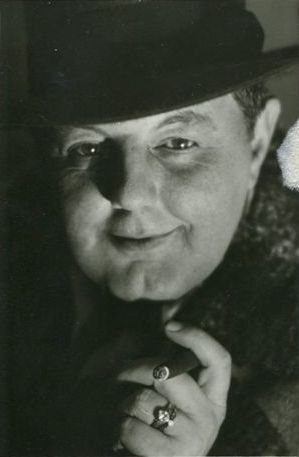
Skladatel Jaroslav Jankovec

## Repertoár Malé operety
V sezóně 1932–1933 dominovaly hry, ve kterých vystupoval Stréček Křopal z Břochovan představovaný Valentinem Šindlerem ve hrách Křópal biletářem s hudbou Roberta Stolze (1880–1975) či Křópal poslancem a Křópal detektivem s hudbou Přemysla Payera (1898–??). Nejúspěšnější byla Hanácká krev Mirko Bukovského, která se dočkala více, než padesáti repríz a hrála se do počátku roku 1932.
Další složkou repertoáru byly lidové operety s hudbou Vlastislava Antonína Viplera jako Masér pro dámy, Setník z Kopníku, Hřích paní Liany či Na Svatém kopečku (v roce 1934 zfilmoval režisér Miroslav Cikán). Nejúspěšnější inscenací byla kromě Hanácké krve opereta Brandejští dragouni Jaroslava Jankovce, uvedená roku 1934.